# John McCauley
John McCauley, född 14 juni 1986, är en amerikansk musiker. McCauley, som är mer känd under sitt artistnamn Deer Tick, gör musik i Indiegenren och gav ut sitt första album, War Elephant, 2007. Han har ibland jämförts med Uncle Tupelo, Bright Eyes och Modest Mouse.

## Diskografi
- 2007 – War Elephant
- 2009 – Born on Flag Day
- 2010 – The Black Dirt Sessions